# E-デモクラシー
E-デモクラシーとは、「Electronic（電子工学）」と「democracy(民主主義)」を組み合わせた造語であり、インターネットなどの情報通信技術を用いて共和制民主主義や議会制民主主義(間接民主制)、その他様々な民主主義モデルにおける政治プロセスを強化する技術のことである。

## 概要
E-デモクラシーはまだ黎明期にあり、世界中の政府や民間団体などにおいて様々な議論がなされている。
「E-デモクラシー」という語はこの分野における現状を説明していると同時に、これからあるべき道を指し示してもいる。E-デモクラシーを唱える人々が典型的に主張することは、政治プロセスをより接触しやすいものにしようということである。すなわち、公的政策決定のプロセスへの市民参加をより開放的かつ直接的にし、政策をより多くの人々の影響下に置くことによって、より透明性が高く、説明責任が果たされ、被支配者の合意をよりよく反映した政治となり、結局、より正当性の高い政府を作ることができると考えられている。E-デモクラシーは電子投票の概念も含んでいるが、より上位の概念である。電子投票は民主主義プロセスにおける一つの局面にすぎない。
E-デモクラシーはときにサイバーデモクラシー(cyberdemocracy)やデジタルデモクラシー(digital democracy)と呼ばれることもある。E-democracyの発展に伴い、三つの特徴が明らかになってきた。1.超局所的（hyper-localized）なサービスの伝達、2.モバイルかつ社会的な媒体によるインタラクション、そして3.持続可能性である。ここでは、インターネット技術を使用して、より優れたサービスを提供することが考えられている。政府の公共部門のウェブポータルや政府のウェブサイトは、市民や営利団体があらゆる階層において容易に政府と関わることで既存システムにおける情報価値を拡張する手段として開始された。WWWが登場し、度重なる改良が加えられた末、市民と政府の関係が変化するに至った。これらの公共ポータルは連邦環境(federated environments)をより企業のように振舞うようにするための触媒と考えることができる。すなわち、公共サービスと市民参加を一体化することによって、オンラインメディアによる民主主義プロセスが拡張される。

## E-democracyの手段と形式
2000年代半ば以降急激に成長し、多くの分野においてこれまでになく多数実施されてきている。この様子はNIC Resourcesで見ることができる。公的・私的なセクタのシステムにおいては政策決定への市民参加が可能なだけでなく、市民が期待するような情報透過性が実現されている。
これらの公共セクタにおけるポータルやプラットフォームの開発においては、政府が独自に開発・管理する、外注する、自己調達契約(self-funding contract)を結ぶなどの選択肢がある。自己調達モデルでは、ある種の電子政府との相互作用に対して便益料(convenience fee)を払わなければならないようなポータルサイトを作成することになる。この範疇に入る初期のシステムとしては、govONE SolutionやFirst Data Government Solutions、そしてNICが挙げられる。
ソーシャルネットワーキングは、E-デモクラシーにおける新領域である。ソーシャルネットワーキングの出発点は市民環境の中にあり、そこで起こっていることは市民同士の関係である。政府はソーシャルネットワークを用いることにより、より公共的に振舞うようになると考えられている。The Official Commonwealth of Virginia Homepageでは、市民がGoogleのツールを使ったり、オープンフォーラムに参加することができる。
E-デモクラシーによって、政府や政府機関は市民が公共サービスに満足しているかをモニターすることもできる。ListServsやRSSフィード、モバイルメッセージ、マイクロブログやブログを通じて、共通の興味や不安を抱える市民の情報を共有することができる。また、Twitterをはじめた政府もある。ロードアイランド州の会計係であるFrank T. Caprioは州のキャッシュフローを毎日twitterで発信している(ここからサインアップできる)。Twitterフィードを持っている州機関の完全なリストはここにある。また、第45代アメリカ合衆国大統領である、ドナルド　トランプは、自身の政策について、Twitterに投稿している。

## E-デモクラシーの実施上の課題
E-デモクラシーにおける最大の障害は、市民の認証である。安全な投票や市民-政府間の情報交換には、プライバシーの保護された何らかの形でのIDが必要である。このIDは情報掲示板の使用にも使えるだろう。暗号技術を使うことにより、情報をポストする際には匿名性を維持しつつ、（ポストによって）貢献したという情報を保持する必要がある。
もう一つの障害は、より直接的な民主制により、多くの既得権益が阻まれるということである。例えば、政治家やメディア王や、何らかの大きなビジネスや労働組合における利害関係が影響を受けるだろう。これらの組織はE-デモクラシーの実施を阻害する可能性がある。
Robert's Rules of Orderには、政策審議会においては口頭での同時コミュニケーションができる環境が必要であり、さもなければ「議院法規においてこれまでにない状況が出現するだろう」と述べられている。電話会談やビデオ会議においてですら、人々の認識や発言権の取得に関しては調整が必要である。議員法規においては、作業を電子的に進めるための標準的な手続きは確立していない。

## E-デモクラシーにおける市民の役割
市民参加について、再び脚光を浴びていることがある：市民参加が深まると、政府の透過性への期待が高まるという。インターネットでの情報容量が大きくなると、市民は政府や政治問題についての知識が増加し、メディアの双方向性によって、選挙で選ばれた議員との新たな形式のコミュニケーションも可能になる。連絡先や法律、議題や政策をネットにポストすることにより政府はより透明化し、潜在的にはより情報に通じた政治参加が、オンライン・オフライン共に可能になり得る。追加情報はtransparent-govにある。
これは単なる政治参加のツールの集合体ではなく、市民の要求の中心にあるマネージメント方針であり、サービスを伝えるための異なった要素を統合し、政府の反応性と透明性を高めるものであると考えられている。E-デモクラシーポータルの供給者およびオンラインサービスの助けによって、政府はそれ自身の外へと到達し、より大きなコミュニティと協調するようになる。

## 政治媒体としてのインターネット
インターネットは、直接民主制における距離の制約のある部分を取り除くプラットフォームであり、伝達媒体であると捉えることができる。E-デモクラシーのための技術的媒体としては、携帯電話などのモバイルテクノロジーにまで拡張することができる。
インターネットには、これまでの伝達媒体と違い、これを政治媒体たらしめている重要な要素がある。ラジオやテレビが少対多、電話が少対少の伝達媒体だったのに対し、インターネットは多対多であるという事実である。さらに、インターネットははるかに大きな計算資源を持っているため暗号化やデータベースを取り扱うことができる。これらは、コミュニティの情報アクセスと共有、審議民主主義（deliberative democracy）、そして不正選挙の防止などにとって重要なことである。また、人々はインターネットを使うことにより非同期的に協調したり出会うことができる。このことによって、一つの仕事を協調して進めるために、同時に同じ場所に物理的に集まる必要がない。
インターネットを選挙活動のツールとして用いると、これまでのドア・トゥ・ドアの訪問活動や電話での選挙活動に比べてより安価で簡便に済ませることができる。候補者たちはまた、ソーシャルネットワーキングサイトを使ってより若い有権者に近づき、また、選挙活動の潜在的な支持者を作ることができる。Eメールの連鎖や政治ブログもまた、オンラインでの選挙活動に大きな影響力を持っている。様々な視点が、ブログやウェブページのコメントによって提供される。また、1クリック宣伝（オンラインのインタラクティブな選挙宣伝）が、これまでの手紙やテレビによる選挙活動に影響を与えている。
インターネットにおける低コストな情報交換とそのコンテンツが潜在的に持っている強力な伝播能力によって、インターネットは政治的情報を得るために魅力的なメディアになっており、それは低予算の利益団体にとって特に当てはまる。
例えば、環境や社会問題に関するグループが自分たちの知名度を上げようと思った場合、インターネットを使えば非常に容易だが、既存のやりかたー例えばテレビや新聞などーを用いると大量の財政投資が必要となってしまう。
これらの要素すべてにより、インターネットは電話やテレビ、新聞やラジオなどといった伝統的な政治媒体を置き換える可能性がある。
もう一つの例はオーストラリアの非営利なE-デモクラシープロジェクトであるopenforum.com.auである。このグループでは政治家や上級官吏、大学人、企業人やその他の利害関係者を招いてハイレベルな政策論争を行っている。
ブロガーやウェブ管理者、その他のソーシャルメディアの管理者を助けるための新たなツールが数多く開発されている。これらはインターネットを厳密に情報通信媒体として使うやりかたから、社会組織をトップダウン式でない運営を行う手段として用いるものへと変化してきている。例えば、アクション・トリガーはウェブ管理者にリーダーシップがなくても、閲覧者を動員して行動を起こさせることができる新しいコンセプトである。

## 地域の民主主義的グループの電子的支援
アレクシス・ド・トクヴィルなどの政治理論家によれば、市民団体は、個人が公共の問題について学ぶ場所を提供し、また、これらは州政府の外部にある力の源泉であるという点において、民主的プロセスで重要な役割を果たしている。しかし、Georgia TechのHans Kleinによれば、そういったフォーラムに参加することにはいくつもの障害があり、そのうちの一つは決まったときに決まった場所で顔をあわせなければならないということである。Kleinはアメリカ北東部における市民団体に関する研究から、組織の目標達成能力は、情報通信技術によって非常に強化されると結論付けている。

## 利点と欠点
ICT(情報通信技術)そのものは民主的でも非民主的でもない。それは単なる手段にすぎず、元々なにがしかの基準を与えるものではない。それらは恐らく、何らかの目的を達成するための道具である（例えば、矛盾した目的、強制的なコントロールや自発的参加は、どちらもデジタル技術によって発展させることができる）。しかし、特定の制度的枠組みによっては、民主主義的なプロセスの利点を得るために、電子的手段を使うことが望ましかったり、望ましくなかったりする両方のケースがありうる。したがって、民主主義プロセスの電子化におけるチャンスと危険性は、そのとき選択されている民主主義モデルの組織的な条件（一般的には憲法）に強く依存する。つまり、いかなる社会契約に基づいているのかということや、法の支配の何らかの側面や、議会制民主主義なのか直接民主制なのかといったようなことが重要である。

### 利点
メーリングリストやP2Pネットワーク、共同作業のためのソフトウェア、Wiki、ウェブのフォーラムやブログはE-デモクラシーのある局面に対して潜在的な回答への手がかりを与えてくれる。
何千もの異なる政府組織から得られるデータに一貫性をもたらす、相互評価(cross-jurisdiction)され、顧客の側に立ったアプリケーションが、多くの非政府のサイトによって開発されている。これは事業主にとって便利かつ低コストなものであるし、また、ほぼ現在の情報に簡単にアクセスできるという点で公共の利益でもある。Transparent-Gov.comはその一例である。これは市民が自分の属する共同体や全国各地の共同体での発議(open government initiatives)を短時間で把握することのできる無料のリソースである。
E-デモクラシーは、政府に関する情報を、公共セクターのエージェントや市民に対して簡便な手続きでアクセスできるようにする。例えば、インディアナ州自動車管理局は、運転者履歴認証の司法手続きを簡素化した。インディアナ州は、デジタルポストマーク(DPM)を用いて政府の履歴をデジタル署名し、合法的に認証し、伝達することが可能な最初の州となった。E-デモクラシーはプロセスを簡略化できるだけでなく、コストを削減できる。アラバマ州の保全資源部とウォルマートとNICは、狩猟や釣りの免許を与えるにあたり、既存のコンピューターを用いてプロセスを自動化するサービスを開発した。最初の狩猟シーズン中にウォルマート店舗では140,000以上のライセンスが購入された。エージェントは、このサービスによって毎年20万ドル節約できると見積もっている。
E-デモクラシーではまた、選挙での投票率を上げ、意識を向上させるという点で、若者にも利益をもたらしている。投票率は減り続けているが、E-デモクラシーと電子投票により、この傾向を反転することが可能かもしれない。カナダ、アメリカ合衆国、イギリスを含むほとんどの先進国において、若者の投票率が大幅に下落している。電子的な政治参加メカニズムを用いることは若者にとってはより身近であり、結果として、伝統的な手法では面倒だと思う投票にももっと参加してくれると思われる。E-デモクラシーは人々が民主的に政治参加することを促し、市民の無知と無関心を減少し、人々の政治的な議論、教育、政治参加のために有用に働く可能性がある。

### 欠点
同時にこれらの技術は、新たなイニシアチブを維持すること(sustain new initiatives)ができないことや、個人情報の盗難、情報過多や破壊行為などと関連付けられているいくつかの問題をも先導している。
直接民主主義へのいくつかの伝統的な異議、例えば、政治がポピュリズム、そしてデマゴーグの登場へと推移する可能性については、E-デモクラシーについてもあてはまると思われる。E-デモクラシーに参加するためのデバイス(携帯電話やインターネット接続)を持つ者と持たざる者の間の情報格差や、E-デモクラシーにおける技術革新に対する機会コストなど、より実践的な反対意見もある。

## 電子的直接民主主義
電子的直接民主主義（Electronic direct democracy）は、直接民主主義の一つの形態であり、インターネットやそれ以外の電子通信技術を使って国民投票(レファレンダム)を行い、官僚機構の質を改善しようというものである。多くの研究者は、この概念には、審議のプロセスを技術によって支援することが重要であると考えている。電子的直接民主主義はしばしばEDDと略される（本質的に同じ概念を表現するのに多くの異なった名前が与えられている）。
EDDは電子投票か、またはなんらかの電子的な手段を使った投票方法が必要とされる。あらゆる直接民主主義にみられるように、EDDにおいては市民は法律に対して賛否を表明したり、新しく立法したり、代議士のリコールを行うことができる（代議士がいる場合）。
EDDに必要な技術に関する研究やシステムの開発はFlorida Institute of Technologyによってなされている。これは現在学生組織によって使われている。実施中のプロジェクトの中で、最も意味深いものはMetagovernmentプロジェクトである。
EDDの完全なる実装は存在しないが、いくつかの先鞭はつけられている。ロス・ペローは1992年と1996年のアメリカ大統領選挙の際"Electronic town halls"を提案し、一時的にではあったがEDDの際立った唱道者であった。すでに一部直接民主制がしかれているスイスにおいてもシステムの開発が進行している。2007年のオーストラリア連邦議会選挙に立候補したSenator On-Line党は、国民が議員をコントロールして、あらゆる個別の法案に対して賛成するかどうかを決定できるようなEDDシステムを開始すると提案した。
液体民主主義（または委任可能な直接民主制）は、市民が議案に投票する権利を留保したまま、代理人（proxy）に投票させることを選択できる制度である。投票や、代理人への委任は電子的に行う。代理人はさらに次の代理人に委任することができる。例えばAがBに委任し、BがCに委任したとすると、A,Bは投票を行わないが、Cが三人分の投票を行うことになる。市民は複数の代理人に対してランク付けを行うこともでき、もし委任した代理人が投票できなかった場合は、その次のランクの代理人に票が移動する。このシステムのトポロジーはインターネットの構造を反映しており、ルーターが、情報をリクエストするサーバの順位をつけるのと同じである。